# Ritidosis
Ritidosis es el término médico para denominar la presencia de arrugas en la piel del rostro, acompañada de pérdida de la tersura, teniendo variabilidad en la presentación, pero su mayor incidencia se percibe por la región peribucal y continuando en la región periorbitaria, formando las denominadas "patas de gallo", progresivamente extendiéndose al resto de la cara.
Este término también se aplica a la córnea, dando uno de los signos preagónicos.

## Etimología
Ritidosis viene del griego rhytis, -idos, arruga.

## Etiología
La causa de la ritidosis es multifactorial y distinta en cada individuo. Dentro de los factores se encuentran: la carga genética, el medio ambiente, rayos ultravioleta, contaminación, así como hábitos alimenticios, el fumar y el estrés continuo.
Las arrugas por envejecimiento se producen en principio por la llamada glicación de los tejidos que resulta en el acúmulo de colágeno en la medida que por el recambio y desgaste celular se produce un desequilibrio entre células y tejido conectivo. También contribuye a ello la exposición prolongada al sol sin usar protectores, procesos bruscos de perdida de peso y un factor clave en la formación de arrugas es el hábito de fumar. Al fumar, el oxígeno desaparece, disminuyendo la circulación de la sangre en la piel de la cara y resultando en el nacimiento de líneas prematuras y arrugas. Además, cualquier persona que fuma hace una serie de movimientos faciales repetidos que contribuyen a la creación de aún más arrugas.

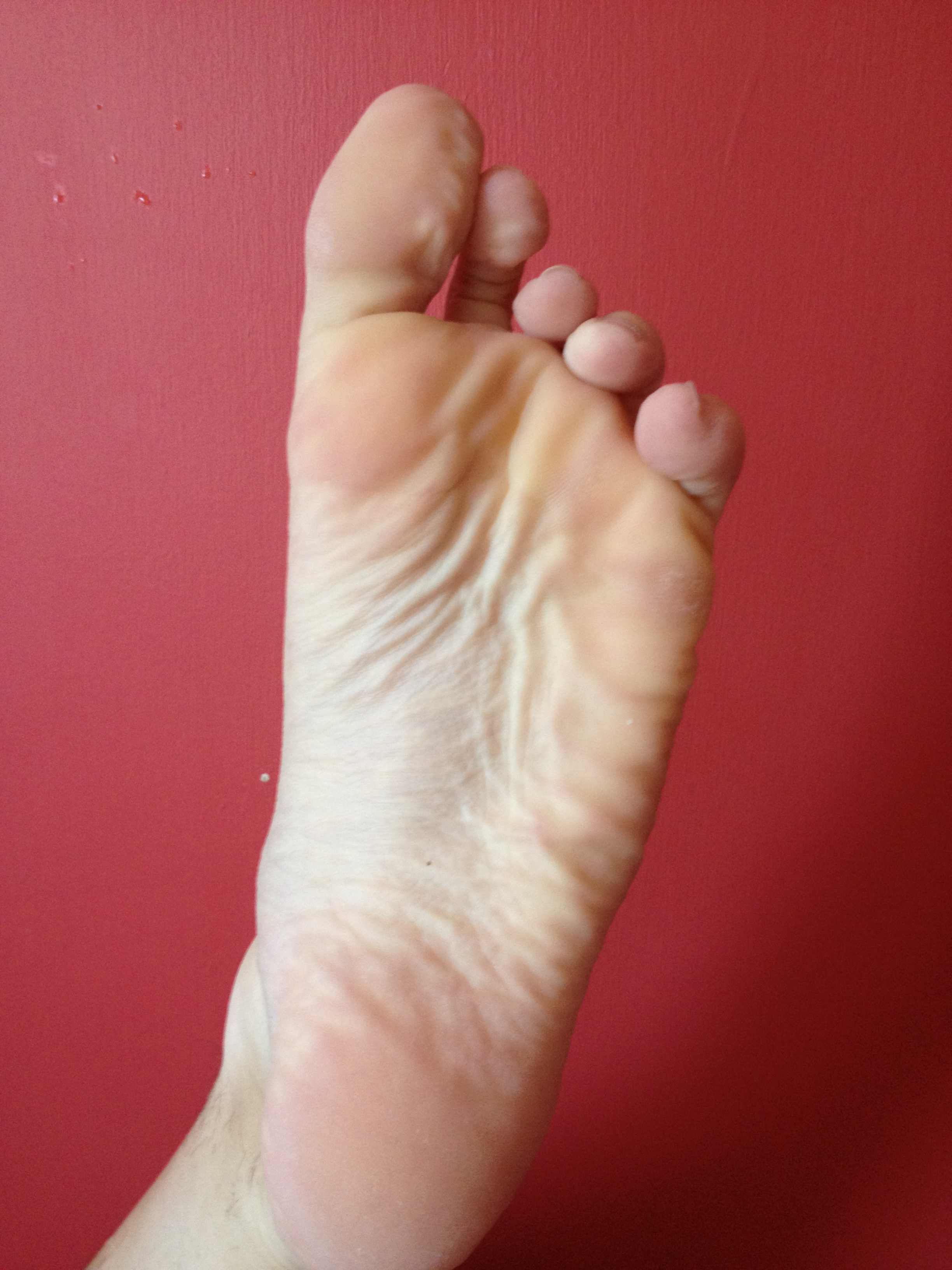
Las arrugas vistas en este pie se deben a una exposición prolongada al agua.

## Tratamientos de la ritidosis
Los tipos de tratamiento son de varios tipos: los que corrigen parcialmente y el tratamiento específico. Pueden ser quirúrgicos o cosméticos y temporales o definitivos.  

### Estiramiento facial
El lifting facial o ritidectomía es un ejemplo de corrección parcial quirúrgica, pues al retirar el excedente de piel, aumenta la tensión de la misma. También conocido como ritidoplastía, es un procedimiento de cirugía plástica que consiste en el estiramiento de la piel de la cara con eliminación del tejido redundante. 
Otra técnica alternativa a la ritidectomía es el estiramiento facial con hilos tensores (llamados también hilos rusos) que tiene menos riesgos y puede realizarse en apenas una o dos horas, a menudo sin necesidad de anestesia. Consiste en la inserción de delgados hilos en la cara a través de diminutas incisiones en la zona específica que se unen al tejido de la piel y luego se tensan para estirar y alisar la cara.

### Procedimientos exfoliantes
La exfoliación es simplemente una limpieza profunda de la piel para retirar las células muertas que se acumulan en la piel como resultado de la exfoliación o renovación natural. Se usan técnicas sencillas y caseras como las mascarillas con azúcar o técnicas más arriesgadas con sustancias químicas, o peeling químico, con sustancias como fenol, ácido salicílico y ácido tricloroacético y preparados comerciales de aplicación solo por profesionales expertos. También están las técnicas mecánicas con láser, como el denominado resurfacing con láser, y la dermoabrasión manual con lija dermatológica.

### Tratamientos tópicos
Los tratamientos y productos (como las cremas "antiedad"), que prometen reducir, eliminar o prevenir las arrugas causadas por el envejecimiento de la piel, son un gran negocio en los países industrializados. A pesar de la gran demanda existente, la mayor parte de los productos y tratamientos no han demostrado tener efectos particularmente positivos o de larga duración. 
Un producto tópico muy usado es la tretinoína que es un isómero del ácido retinoico (vitamina A) y aunque se desconoce el modo de actuación exacto de la tretinoína, hay evidencia que sugiere que este elemento disminuye la cohesividad de las células epiteliares foliculares, estimula la actividad mitótica y una renovación de las células epiteliares foliculares.

### Parálisis muscular selectiva
La toxina botulínica es una neurotoxina proteínica producida por la bacteria "Clostridium botulinum" que se usa (de tipo A) en forma diluida en estética para desaparecer temporalmente las arrugas faciales o líneas de expresión al paralizar los músculos involucrados en su aparición al aplicarla por inyección intramuscular. En el mundo ya existen varios productos comerciales con botulina tipo A diluida para uso cosmético; pero la marca más conocida y antigua es el Botox®, cuyo registro pertenece a la empresa Allergan Inc (EE. UU.) y que también (junto con la tipo B) tiene uso terapéutico en patologías como la migraña, la distonía cervical o (tortícolis) y la hiperdhidrosis, entre otras.

### Reposición de volumen o relleno dérmico
Para desaparecer las arrugas también se usa el relleno o implante cutáneo con sustancias que deben ser no tóxicas, biocompatibles, biodegradables e inertes desde el punto de vista inmunitario:
- Tejido graso: propiamente injerto graso y se usa de primera línea en grandes áreas.
- Colágeno: de origen bovino o humano.
- Ácido poliláctico.
- Gel de poliacrilamida.
- Silicona.
- Microesferas de polimetilmetacrilato.
- Ácido hialurónico: biomolécula (mucopolisacárido) ampliamente presente en los tejidos corporales con funciones importantes de protección, lubricación y sostén. En forma de gel se usa como rellenador dérmico en la cara para desaparecer las arrugas inyectándolo debajo de la arruga. En el mundo hay varios productos comerciales (HYLAFORM®, REVIDERM®, PERLANE®, RESTYLANE®, JUVEDERM®), pero la marca que más se conoce en el mundo desde que se introdujo en 1996 es un producto no animal estabilizado denominado RESTYLANE®, producido por Q-med en Suecia.[8]
- Hidroxiapatita de calcio, suspendida en colágeno que ofrece mayor viscosidad y elasticidad que el ácido hialurónico o hialuronato de sodio en aplicaciones de relleno de pómulos o pliegues nasolabiales. El producto es comercializado el laboratorio alemán Merz bajo el nombre de RADIESSE®.